# 2351 O'Higgins
2351 O'Higgins (1964 VD) là một tiểu hành tinh vành đai chính được phát hiện ngày 3 tháng 11 năm 1964 bởi Đài thiên văn Goethe Link ở Brooklyn.